# Рессорное подвешивание

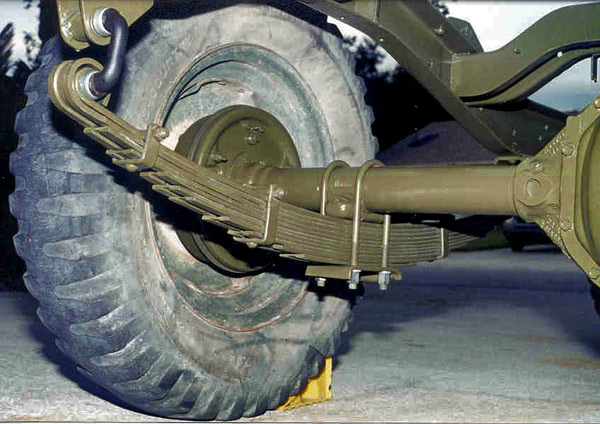
Рессора заднего моста автомобиля Willys MB

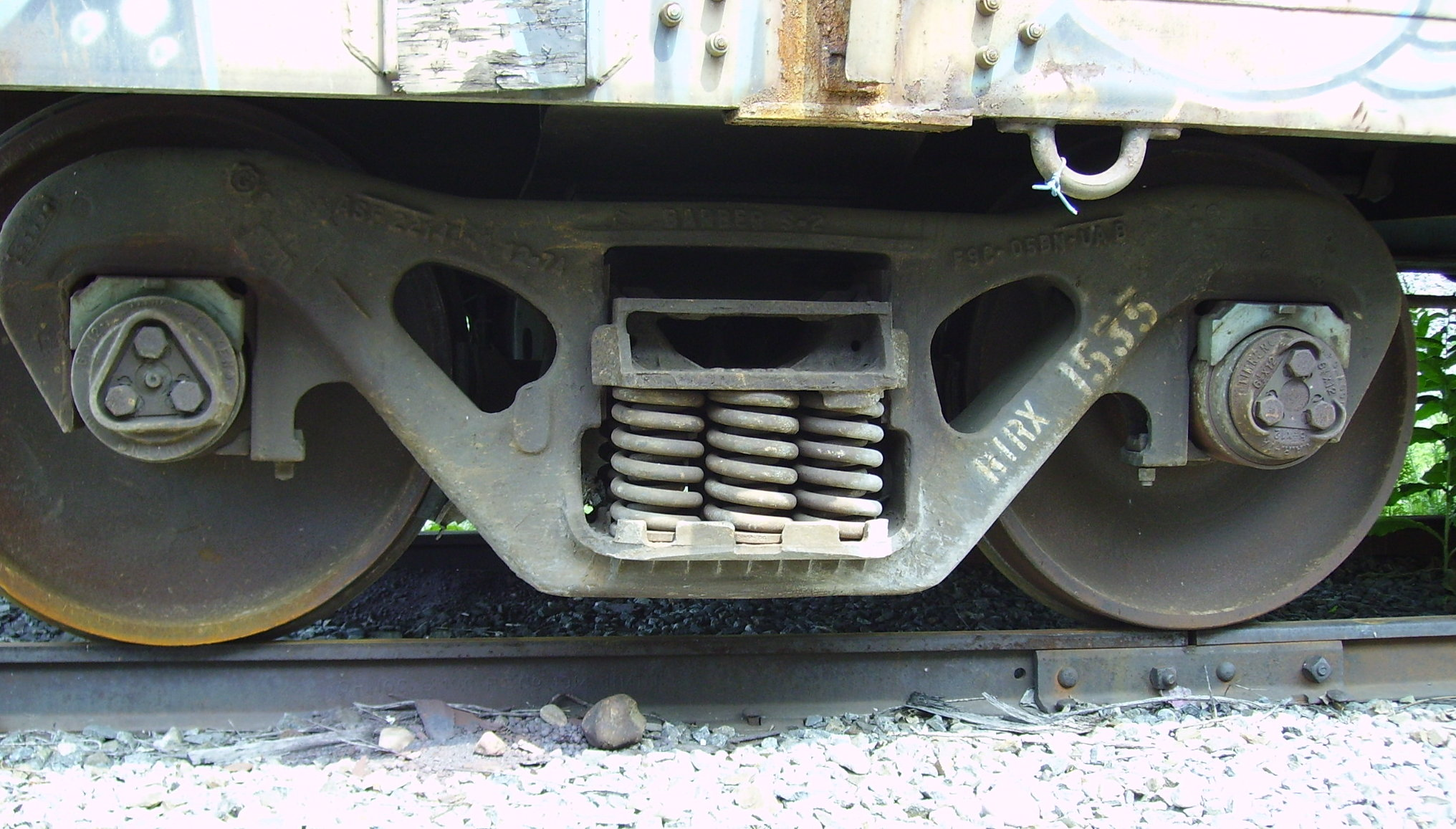
Тележка полувагона на пружинных рессорах

Рессорное подвешивание — система упругих механических элементов, предназначенная для регулирования колебаний кузова транспортного средства и смягчения ударных нагрузок. В состав системы рессорного подвешивания входят: рессоры, гасители колебаний (демпферы), устройства для крепления рессор и демпферов, устройства для передачи нагрузок от кузова на ходовую часть, а также тормозных и тяговых усилий. На каждую колесную пару при неподвижном электровозе действует так называемая статическая нагрузка. Эту нагрузку создают вес кузова, тележки, тяговые двигатели (или часть их веса), оборудование, расположенное в кузове, и т. д. Нагрузка на колесные пары передается через рессоры. Все устройства, создающие и передающие эту нагрузку, объединяют названием надрессорное строение. 
Во время движения электровоза вследствие неровностей пути от колесных пар на рамы тележек и кузов передаются дополнительные динамические нагрузки, вызывающие колебания надрессорного строения. Уменьшает воздействие этих сил и смягчает удары рессорное подвешивание — совокупность листовых и цилиндрических рессор со связующими промежуточными деталями.

## Рессорная подвеска на автомобилях
Подвеска на многолистовых рессорах — пожалуй, первый в мире тип подвески колес, когда-либо появившийся на автомобилях. До изобретения амортизаторов и пневмоподвески была единственным типом подвески колёс. Главным достоинством этой системы является её неприхотливость, отсутствие расходных запчастей и низкая себестоимость изготовления и эксплуатации. Недостатком является избыточная жесткость и невозможность изготовления независимой подвески, которая и привела к созданию более сложных систем подвески и частичному вытеснению подобного типа подвески. В настоящее время подвеска такого типа вообще не встречается на шоссейных легковых автомобилях, но встречается полностью или частично на рамных внедорожниках, грузовиках практически любого тоннажа, некоторых микроавтобусах, а также автобусах малого класса, особенно созданных на основе грузовиков. Если на легковых автомобилях рессоры практически полностью вытеснены винтовыми пружинами, то на грузовых автомобилях и автобусах листовые рессоры вытесняются пневмоподвеской.